# سرو مورایون
سرو مورایون (به اسپانیایی: Cerro Murallón) یک کوه در شیلی است که در منطقه ماژلان و جنوبگان شیلی واقع شده‌است. سرو مورایون ۲٬۶۵۶ متر بالاتر از سطح دریا واقع شده‌است.